# Indalmus bivittatus
Indalmus bivittatus is een keversoort uit de familie zwamkevers (Endomychidae). De wetenschappelijke naam van de soort werd in 1837 gepubliceerd door Achille Rémy Percheron.